# Мотольська сільська рада
Мотольска сільська рада (біл. Мотальскі сельсавет) — адміністративно-територіальна одиниця у складі Іванівського району Берестейської області Білорусі. Адміністративний центр — село Мотоль.

## Географія
Сільрада розташована в 21 км на північ Іванове і в 45 км від Пінська. Територія сільської ради становить 12817 га. На території сільської ради протікає річка Ясельда, розташовані озера Мотольське, Мульне і Заозерське, а також водосховище Жидиння.

## Історія
Утворений як Дідовицька сільська Рада депутатів трудящих 12 жовтня 1940 року. 16 червня 1954 року Дідовицька сільська Рада скасована і утворена Мотольська сільська Рада депутатів трудящих.

## Склад
Мотольска сільрада включає 2 населених пункти:
| Населений пункт | Тип          | Населення, осіб (2009) |
| --------------- | ------------ | ---------------------- |
| Мотоль          | агромістечко | 3998                   |
| Тишковичі       | агромістечко | 1251                   |

## Населення
За переписом населення Білорусі 2009 року чисельність населення сільської ради становила 5249 осіб.

### Національність
Розподіл населення за рідною національністю за даними перепису 2009 року:
| Національність            | Осіб | Відсоток |
| ------------------------- | ---- | -------- |
| білоруси                  | 5106 | 97,28 %  |
| росіяни                   | 65   | 1,24 %   |
| українці                  | 59   | 1,12 %   |
| поляки                    | 4    | 0,08 %   |
| казахи                    | 3    | 0,06 %   |
| національність не вказана | 3    | 0,06 %   |
| грузини                   | 2    | 0,04 %   |
| узбеки                    | 2    | 0,04 %   |
| чуваші                    | 2    | 0,04 %   |
| татари                    | 1    | 0,02 %   |
| молдовани                 | 1    | 0,02 %   |
| корейці                   | 1    | 0,02 %   |
| Разом                     | 5249 | 100 %    |